# ジャン＝マルク・ヴァレ
ジャン＝マルク・ヴァレ（Jean-Marc Vallée、1963年3月9日 - 2021年12月25日 ）は、カナダの映画監督である。主な作品に『C.R.A.Z.Y.』『ヴィクトリア女王 世紀の愛』『ダラス・バイヤーズクラブ』がある。

## 経歴
1963年3月9日、ケベック州モントリオールに生まれる。ケベック大学モントリオール校で映画を学んだ。
1995年、『Liste Noire』で長編映画監督デビュー。2005年、『C.R.A.Z.Y.』がトロント国際映画祭で上映される。2009年、エミリー・ブラント主演の『ヴィクトリア女王 世紀の愛』を監督する。2011年、『カフェ・ド・フロール』を監督する。2013年、『ダラス・バイヤーズクラブ』がトロント国際映画祭でプレミア上映され、大絶賛を受け、その年のアカデミー賞では、作品賞を含む6部門にノミネートされ、自身も編集賞にノミネートされる。2014年、リース・ウィザースプーン主演の『わたしに会うまでの1600キロ』がテルライド映画祭に出品された。
2021年12月26日、ケベック州の山小屋で死去しているところを発見された。死因は当初明らかにされていなかったが、のちにアテローム性動脈硬化症に続発する不整脈と発表された。58歳没。

## フィルモグラフィ

### 長編映画
| 年   | 題名                                            | 役割                   | ft.    |
| ---- | ----------------------------------------------- | ---------------------- | ------ |
| 1995 | Black List                                      | 監督・編集             |        |
| 1997 | Los Locos                                       | 監督・編集             |        |
| 1999 | Loser Love                                      | 監督・編集             |        |
| 2005 | C.R.A.Z.Y.                                      | 監督・脚本・製作       |        |
| 2009 | ヴィクトリア女王 世紀の愛 The Young Victoria    | 監督                   |        |
| 2011 | カフェ・ド・フロール Café de Flore              | 監督・脚本・製作・編集 |        |
| 2014 | ダラス・バイヤーズクラブ Dallas Buyers Club     | 監督・編集             |        |
| 2015 | わたしに会うまでの1600キロ Wild                 | 監督・編集             |        |
| 2017 | 雨の日は会えない、晴れた日は君を想う Demolition | 監督・編集             | [ 15 ] |

### 短編映画
| 年   | 題名            | 役割             |
| ---- | --------------- | ---------------- |
| 1991 | Stereotypes     | 監督・編集       |
| 1995 | Magical Flowers | 監督・脚本・編集 |
| 1998 | Magical Words   | 監督・脚本       |
| 2012 | Little Pig      | 製作総指揮       |

### テレビドラマ
| 年        | 題名                                   | 役割                   | 備考              |
| --------- | -------------------------------------- | ---------------------- | ----------------- |
| 2017-2019 | ビッグ・リトル・ライズ Big Little Lies | 監督・製作総指揮・編集 | シーズン1のみ監督 |
| 2018      | シャープ・オブジェクツ Sharp Objects   | 監督・製作総指揮・編集 | 計8話製作         |

### WEBドラマ
| 年   | 題名                                      | 配信局    | 役割       |
| ---- | ----------------------------------------- | --------- | ---------- |
| 2024 | レディ・イン・ザ・レイク Lady in the Lake | Apple TV+ | 製作総指揮 |